# Neotrygon leylandi
Espèce
Synonymes
- Dasyatis leylandi Last, 1987

Statut de conservation UICN

 LC  : Préoccupation mineure
Neotrygon leylandi est une espèce de raie appartenant à la famille des Dasyatidés.